# テッサロニキ帝国

テッサロニキ帝国
Αυτοκρατορία της Θεσσαλονίκης (ギリシャ語)

クロコトニッツァの戦いまでのコムネノス・ドゥーカス朝エピロス専制侯国・テッサロニキ帝国の拡大

テッサロニキ帝国（テッサロニキていこく、ギリシア語: Αυτοκρατορία της Θεσσαλονίκης）は、テッサロニキを首都として1224年から1246年まで存在した（皇帝号を名乗っていたのは1244年まで）国家の史学上の名称である。ビザンツ帝国のコムネノス家による亡命政権エピロス専制侯国のテオドロス1世コムネノス・ドゥーカスがテッサロニキで皇帝に即位して成立した。彼はニカイア帝国や第二次ブルガリア帝国と争いつつ、コンスタンティノープル征服、ラテン帝国打倒、そして1204年に滅亡したビザンツ帝国の復活を目指した。
しかしテッサロニキ帝国の覇権は長くは続かなかった。1230年、クロコトニッツァの戦いでテオドロス1世はブルガリアに壊滅的敗北を喫し、捕虜となった。弟のマヌエル・コムネノス・ドゥーカスが跡を継いだが、テッサロニキ帝国はもはやブルガリアの属国となり下がり、マケドニアやトラキアを失い、ついにはかつての中核地域だったエピロスも甥のミカエル2世アンゲロス・コムネノスのもとで自立される有様だった。1237年にテオドロス1世が復帰してマヌエルを追い出し、テッサロニキの支配者に長男ヨハネス・コムネノス・ドゥーカスを、その死後には次男デメトリオス・アンゲロス・ドゥーカスを据えた。しかしマヌエルはミカエル2世と組んで抵抗し、テッサリアを支配した。1242年、ヨハネスはニカイア皇帝ヨハネス3世ドゥーカス・ヴァタツェスに屈してその宗主権を認め、帝号を放棄した。その後もヨハネスとデメトリオスのコムネノス朝専制侯が4年間テッサロニキを支配したが、最終的にニカイア帝国に併合された。

## 背景

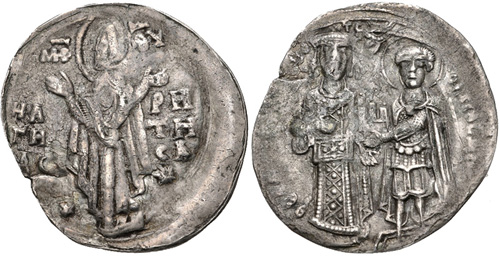
テオドロス1世コムネノス・ドゥーカスがテッサロニキ皇帝として発行したビロン・トラキー硬貨

1204年4月、第4回十字軍がコンスタンティノープルを陥落させたことでビザンツ帝国は崩壊し、その遺領は十字軍諸侯たちやヴェネツィア共和国の間で分割された。コンスタンティノープルにはラテン帝国が成立し、ギリシア東部の大部分にはモンフェッラート侯ボニファーチョ1世によりテッサロニキ王国が建国された。また同時に、ビザンツの有力な貴族たちが各地で亡命政権を組織し、ラテン帝国打倒とビザンツ帝国復興を目指した。中でも主要な勢力となったのが、テオドロス1世ラスカリスが小アジアに建国したニカイア帝国、小アジア北東部の黒海沿岸の遠隔地に成立したトレビゾンド帝国、そしてギリシア西部に成立したエピロス専制侯国の3つである。エピロスで専制侯を名乗ったミカエル1世コムネノス・ドゥーカスはテッサリアまで版図を広げ、その後継者テオドロス1世コムネノス・ドゥーカスが、1224年にテッサロニキを征服した。

## 帝国の興隆と没落
テッサロニキは、ビザンツ帝国においてコンスタンティノープルに次ぐ第二の都市とみなされていた。ここを制圧したテオドロス1世コムネノス・ドゥーカスは、正統な皇統を主張していたニカイア帝国に取って代わろうと考え、オフリド大司教デメトリオス・コマテノスの手によりテッサロニキで皇帝として戴冠した。その正確な時期は分かっておらず、1225年とする説と1227/8年とする説がある。ビザンツ皇帝への野望をあらわにしたテオドロス1世コムネノス・ドゥーカスは、本格的にコンスタンティノープル奪回を目指し始めた。この時点で彼に対抗し得る勢力は、ニカイア皇帝ヨハネス3世ドゥーカス・ヴァタツェスと、第二次ブルガリア帝国のツァーリであるイヴァン・アセン2世しかいなかった。1225年にニカイア帝国はラテン人からハドリアノポリスを奪回したが、テオドロス1世コムネノス・ドゥーカスはすぐさまトラキアに兵を進め、ニカイア帝国にヨーロッパ大陸の領土を明け渡させた。もはや彼のコンスタンティノープル攻撃を妨げるものはなくなったはずだが、テオドロス1世コムネノス・ドゥーカスは何らかの理由で攻撃を遅らせた。この間にニカイア帝国は体勢を立て直し、ラテン帝国と手を結んだ。さらにテッサロニキ帝国と同名を結んでいたイヴァン・アセン2世も、ラテン帝国に接近して婚姻関係を結んだ。1230年、ようやくテオドロス1世コムネノス・ドゥーカスはコンスタンティノープルへ進軍したが、その途上で突如ブルガリアに矛先を変え北上した。クロコトニッツァの戦いでテッサロニキ帝国軍はブルガリア帝国軍に壊滅的敗北を喫し、テオドロス1世コムネノス・ドゥーカスは捕虜となり、後に目を潰された。

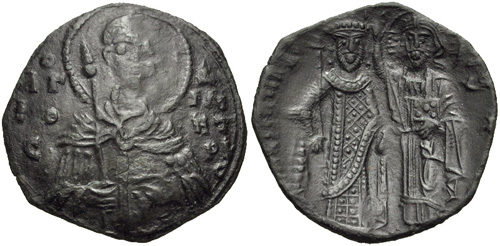
マヌエル1世コムネノス・ドゥーカスのトラキー硬貨

この敗北によりテッサロニキ帝国は急速に力を失い、内政を立て直すこともできず、いったん広がった領土も周辺諸国に蚕食された。ブルガリアはわずかの間にトラキア、マケドニアの大部分、アルバニアを征服し、バルカン半島の最大勢力となった。テオドロス1世の跡を継いだ弟のマヌエル・コムネノス・ドゥーカスは、辛うじてテッサロニキ、テッサリア、エピロスを保持したが、ブルガリアの属国となることを受け入れなければならなかった。さらにある程度の軍事行動の自由を確保するため、マヌエル・コムネノス・ドゥーカスは兄の仇敵ニカイア帝国に対しても、ヨハネス3世ドゥーカス・ヴァタツェスと、ニカイアに逃れていたコンスタンディヌーポリ総主教の優位性を認める譲歩をした。さらに、エピロスではミカエル1世コムネノス・ドゥーカスの庶子ミカエル（2世）コムネノス・ドゥーカス（アンゲロス・コムネノス）が支配を確立し、テッサロニキ帝国から独立するのを防げなかった。ミカエル2世コムネノス・ドゥーカスはクロコトニッツァの戦い以後しばらく放浪した後、エピロスに帰ってきたのであった。最終的にマヌエル・コムネノス・ドゥーカスは既成事実化したミカエル2世コムネノス・ドゥーカスのエピロス支配を受け入れざるを得なかった。その証として、彼はミカエル2世コムネノス・ドゥーカスに専制侯の称号を与えた。マヌエル・コムネノス・ドゥーカスの支配は、初期からすでに名目的なものになっていた。1236年から1237年にかけて、ミカエル2世コムネノス・ドゥーカスは独立君主のように軍事行動を起こし、ケルキラ島を征服し、自らの名のもとに特許状を発行した。

## テオドロス1世の復権と分裂
一方ブルガリアでは、イヴァン・アセン2世がテオドロス1世コムネノス・ドゥーカスの娘エイレーネー・コムネナ・ドゥーカイナ（イリナ・コムニナ）と恋に落ち、彼女と結婚していた。これによりブルガリアの支援を得たテオドロス1世コムネノス・ドゥーカスは、1237年にテッサロニキに帰還し、弟マヌエルを廃位した。彼自身は盲目にされたため皇帝に復位することができず、代わりに息子ヨハネス・コムネノス・ドゥーカスを帝位につけて、自らは事実上の摂政として実権を握った。マヌエルは脱出してニカイア帝国に逃れ、ヨハネス3世ドゥーカス・ヴァタツェスに臣従した。ニカイアを後ろ盾としたマヌエルは、1239年に海路テッサリアに戻り、テッサロニキへ進軍した。彼がラリサまで制圧したところでテオドロス1世との妥協が成立した。すなわちテオドロス1世とその子孫がテッサロニキを保持する一方で、マヌエルはテッサリアの支配を認められたのである。また他の兄弟のコンスタンティノス・コムネノス・ドゥーカスも、1220年代からアパナージュとして支配していたアイトーリアやアカルナニアの支配を認められた。マヌエルは1241年に死去するまでテッサリアを支配し、その後テッサリアはすぐにミカエル2世コムネノス・ドゥーカスに占領された。

## ニカイア帝国への服属

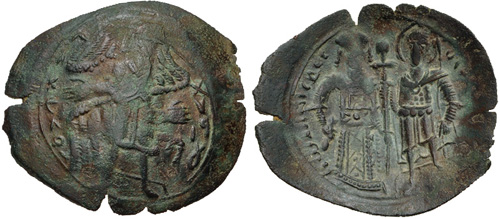
ヨハネス・コムネノス・ドゥーカスのトラキー貨

1241年、テオドロス1世はニカイア帝国に赴いた。ニカイア皇帝ヨハネス3世ドゥーカス・ヴァタツェスは彼に安全を保証していたが、テオドロス1世が到着すると約定を破り、彼を虜囚とした。翌年ヨハネス3世は軍を率いてヨーロッパ大陸に上陸し、テッサロニキに侵攻した。モンゴル帝国が小アジアに侵攻したという報を受けて撤退したものの、テッサロニキ皇帝ヨハネス・コムネノス・ドゥーカスを服従させることに成功した。ヨハネス・コムネノス・ドゥーカスは帝号を放棄してニカイア帝国に従う代わりに、専制侯としてテッサロニキを統治し続けることを認められた。
1244年、ヨハネス・コムネノス・ドゥーカスが死去し、弟デメトリオス・アンゲロス・ドゥーカスが跡を継いだ。しかし彼は軽薄な人物で、すぐに臣下たちの信頼を失ってしまった。1246年、ヨハネス3世が再びヨーロッパに侵攻し、3か月の間にブルガリアからトラキアの大部分とマケドニアのほとんどを奪い取った。同時にエピロスのミカエル2世コムネノス・ドゥーカスも西マケドニアに進出した。ヨハネス3世は遠征の仕上げとしてテッサロニキに向かった。ニカイア帝国軍が現れたとき、デメトリオスは市外に出てヨハネス3世に臣下の礼をとることを拒否したが、すでにテッサロニキの市民たちは彼を見捨てており、ヨハネス3世による征服を望んでいた。市内の協力者によって城門が開けられ、テッサロニキはニカイア帝国軍の手に落ちた。ヨハネス3世はアンドロニコス・パレオロゴスをテッサロニキの総督とし、デメトリオスには小アジアに領地を与え、流刑の形ながらその生活を保障した。その父テオドロス1世は対照的に、ヴォデンへ流刑となった。

## その後
エピロス専制侯ミカエル2世コムネノス・ドゥーカスは親族たちの権利継承を主張し、テッサロニキ奪回とニカイア帝国に対抗しうる勢力の形成を目指した。1251年から1253年にかけて、ミカエル2世はテオドロス1世の支持も受けてテッサロニキを攻撃したが、失敗した。1257年にはニカイア帝国に対抗するべく、ラテン人フランコクラティアのひとつアカイア公国やシチリア王マンフレーディと同盟した。しかしこの連合軍は1259年のペラゴニアの戦いで大敗を喫し、ミカエル2世の野望は潰えた。まもなくエピロスとテッサリアを征服したニカイア帝国は、1261年8月15日にコンスタンティノープルを回復し、パレオロゴス朝のもとでのビザンツ帝国復活を成し遂げた。

## テッサロニキ皇帝および専制侯の一覧
コムネノス・ドゥーカス家は4代にわたりテッサロニキを支配した。
- テオドロス1世コムネノス・ドゥーカス (在位: 1224年–1230年、1225/27年に皇帝即位)
- マヌエル・コムネノス・ドゥーカス (在位: 1230年–1237年、1235/37年に皇帝即位)
- ヨハネス・コムネノス・ドゥーカス (在位: 1237年–1242年、専制侯在位: 1242年–1244年)
- デメトリオス・アンゲロス・ドゥーカス (専制侯在位: 1244年–1246年)